# Caenotus hospes
Caenotus hospes är en tvåvingeart som beskrevs av Axel Leonard Melander 1950. Caenotus hospes ingår i släktet Caenotus och familjen fönsterflugor. Inga underarter finns listade i Catalogue of Life.